# おぞましい二人
『おぞましい二人』（おぞましいふたり、英: The Loathsome Couple）は、絵本作家のエドワード・ゴーリーによるアメリカの大人向け絵本。1977年刊行。日本で長らく仮訳題『おぞましい夫婦』として各種書籍で紹介されていたが、2004年、柴田元幸の日本語訳により『おぞましい二人』の題で発行された。

## 概要
ゴーリーの著書の中で唯一、彼がどうしても書かずにいられなかったという作品であり、1960年代にイギリスで現実に起きた事件「ムーアズ殺人事件」をもとに描かれた。この事件は、イギリスの2人の男女が4年間にわたって5人の子供を惨殺して荒野に埋めたという事件である。ゴーリーは子供が悲惨な目に遭う作品を多く著したことから「もう何年も本の中で子供たちを殺してきた」と自身でも認めている上、何十年にもわたって犯罪関連の書物を読んだものの、この事件を「史上もっとも不愉快な事件のひとつ」と語っており、この事件でひどく不安になり、ひどく動揺したという。
実際の執筆に際してはゴーリー自身、書くことへの躊躇と書きたいという気持ちを長らく繰り返し、原稿の前で長い間を過ごした末に、ニューヨークの情報誌『ソーホー・ウィークリー・ニュース (soho weekly news)』からの「どんなものでも載せる」という執拗な依頼によって執筆に至った。挿絵には単調で退屈で、不愉快で魅力を欠いた毒々しい絵が心掛けられており、ゴーリー自身が後に見返すと、想像以上に不愉快な作品に見えたという。
こうして本作が完成し、ゴーリーが『ソーホー・ウィークリー・ニュース』に掲載を持ちかけたところ、担当編集者から「冗談だろう」といわれた。あまりに悲惨な内容のために、発売当初は各書店から「こんなものを置けるか」といった非難が続出し、返品の山が築かれた上、アメリカの読者からも多くの反感を買った。ある書店からは「これは実にけがらわしい本であると判断いたしました。全従業員が読みましたが、この本を店頭に置くわけにはいきません!」と強いコメントが返ったという。
日本語訳担当の柴田元幸は、日本版発行以前に東京都と大阪府のクレヨンハウスで本作を紹介し、本作の日本での出版について意見を募ったところ、東京では反対が多く、大阪はほとんどが賛成だったというエピソードがある。2002年に行われた座談会でも、作家の江國香織、日本で初めてゴーリーのウェブサイトを立ち上げた濱中利信（河出書房新社）らが日本版発行に強く賛同しており、江國は「ぜひ読みたい」と語っていた。
本作でゴーリーが最も頭を悩ませた場面でもあり、ゴーリー自身が本作で最も良くできたと考えているのは、主人公2人が最初の殺人を犯した翌朝の朝食の場面である。このメニューはコーンフレーク、糖蜜、カブのサンドイッチ、合成着色のグレープソーダというもので、ゴーリーはこれを「思いつく限りの最低のメニュー」と語っている。日本語訳を担当した柴田元幸はこれを、うすら寒いメニューを考え抜くことで2人の生きた惨めな世界をリアルに捉えようとしたものと見ている。

## ストーリー
ハロルド・スネドリーは、5歳にして病気の小動物を叩き殺しており、成人後は頻繁に本屋でポルノ本を万引きしていた。モナ・グリッチは酒浸りの両親のもとに産まれ、成人後は装身具売りの職につき、売り物にすぐ痛むよう細工をしていた。似た者同士のこの2人の男女は出逢い、犯罪映画を見るなど交際をするようになり、やがて共に暮らし始めた。
やがて2人は一生をかけた仕事として殺人を計画し、数か月かけた計画の末、1人の子供を家に誘って一晩かけて殺害し、土に埋めた。翌朝、つつましい食事の後、殺した子供の写真をアルバムにおさめた。その後も2年をかけて3人の子供を殺害した。後にハロルドが殺した子供の写真を落としたことで罪が明らかになり、2人は裁判にかけられた。罪状は有罪だが精神疾患と診断され、2人は精神病院に入れられ、別れ別れとなった。
ハロルドは43歳で持病の肺炎により死亡。モナは生涯の大半を壁の染みを舐めながら過ごし、80歳を過ぎて死亡した。